# 2015 BZ517
2015 BZ517, também escrito como 2015 BZ517, é um objeto transnetuniano que está localizado no Cinturão de Kuiper, uma região do Sistema Solar. Ele possui uma magnitude absoluta de 8,2 e tem um diâmetro estimado de 101 km.

## Descoberta
2015 BZ517 foi descoberto no dia 17 de janeiro de 2015.

## Órbita
A órbita de 2015 BZ517 tem uma excentricidade de 0,083 e possui um semieixo maior de 43,112 UA. O seu periélio leva o mesmo a uma distância de 39,542 UA em relação ao Sol e seu afélio a 46,681 UA.